# Spilt Milk (Film)
Spilt Milk ist ein Filmdrama von Brian Durnin. Der Film feierte im November 2024 beim Tallinn Black Nights Film Festival seine Premiere.

## Handlung
1984 in Dublin. Der 11-jährige Bobby O’Brien ist von der Serie Kojak besessen. Der Hauptdarsteller Telly Savalas ist sein Idol und Vorbild. Wie er wäre auch Bobby gerne Ermittler, und der Junge erfüllt alle Voraussetzungen dafür. Er hat ein Auge für kleine Details, verfügt über eine ausgezeichnete Kombinationsgabe und den Willen, niemals aufzugeben. Er malt sich aus, eine Art Agentur zu gründen, doch seine Mitschüler und Familienmitglieder nehmen ihn nicht ernst. Nur seine beste Freundin Nell lässt sich für seine Idee begeistern.
Als sein älterer Bruder Oisín nach einem erbitterten Streit mit ihrem Vater John plötzlich verschwindet, bekommt Bobby seinen ersten „Fall“. Er nimmt sich vor, ihn zu finden, koste es, was es wolle. Bei ihren Ermittlungen werden Bobby und Nell aus ihrer kindlichen Fantasiewelt herausgerissen und finden sich inmitten der sehr realen Drogenszene Dublins wieder.

## Produktion

### Filmstab und Besetzung

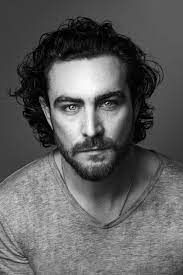
Laurence O’Fuarain spielt Bobbys Vater John O’Brien

Regie führte Brian Durnin. Es handelt sich bei Spilt Milk um sein Spielfilmdebüt. Zuvor war er in der Werbung tätig und drehte zudem einige Kurzfilme. Das Drehbuch schrieb Cara Loftus.
Cillian Sullivan und Naoise Kelly spielen in den Hauptrollen Bobby O’Brien und seine beste Freundin Nell Casey. Für Sullivan ist es sein Spielfilmdebüt, Kelly war zuvor bereits in einer Nebenrolle in dem Filmdrama TWIG von Marian Quinn zu sehen. Ursprünglich wurde Alisha Weir für ihre Rolle besetzt, die für die Titelrolle in Matilda bekannt ist. Danielle Galligan und Laurence O’Fuarain spielen Bobbys Eltern Maura und John und Lewis Brophy seinen älteren Bruder Oisín. Weitere Rollen wurden mit Pom Boyd und Charleigh Bailey besetzt. Das Casting übernahm Aine O’Sullivan.

### Dreharbeiten und Filmmusik
Die Dreharbeiten fanden in Dublin statt und wurden im Dezember 2023 beendet. Kameramann Cathal Watters war in der Vergangenheit für Filme wie Handsome Devil von John Butler und Finky von Dathaí Keane und Fernsehserien wie Peaky Blinders – Gangs of Birmingham, Finding Joy und The Dry tätig.
Die Filmmusik komponierte Scott Twynholm, der Keyboarder der Glasgower Indie-Pop-Band Looper.

### Veröffentlichung
Die Premiere des Films fand am 9. November 2024 beim Tallinn Black Nights Film Festival statt. Die Irland-Premiere war am 23. Februar 2025 beim Dublin International Film Festival. Ab Ende Februar 2025 wurde er auch beim Glasgow Film Festival vorgestellt. Ende Mai 2025 wurde er beim Zlín Film Festival gezeigt. Ende Juni, Anfang Juli 2025 sind Vorstellungen beim Filmfest München geplant. Im Juli 2025 wird Spilt Milk beim Galway Film Fleadh gezeigt.

## Auszeichnungen
Filmfest München 2025
- Nominierung im Wettbewerb CineKindl[16]

Glasgow Film Festival 2025
- Auszeichnung mit dem Publikumspreis[17]

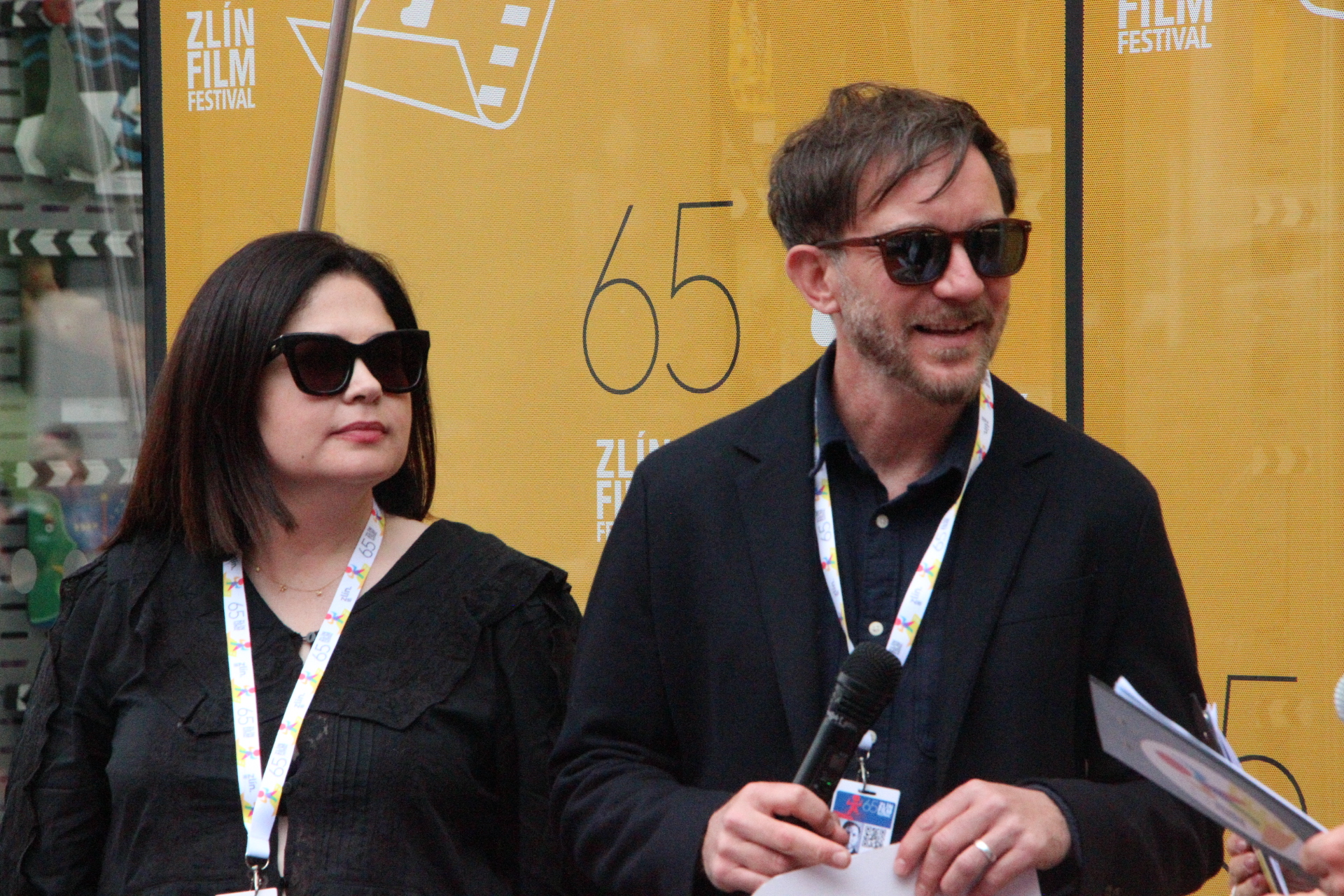
Produzentin Laura McNicholas und Regisseur Brian Durnin

Irish Film & Television Academy Awards 2025
- Nominierung als Bester Film
- Nominierung für die Beste Regie (Brian Durnin)
- Nominierung für das Beste Drehbuch (Cara Loftus)
- Nominierung für die Besten Kostüme (Gwen Jeffares Hourie)[18]

Tallinn Black Nights Film Festival 2024
- Nominierung im International Youth Competition[10]

Zlín Film Festival 2025
- Nominierung im International Competition in the Junior Category[19]